# Бужинська сотня
Бужинська сотня — військовий підрозділ та адміністративна одиниця Чигиринського полку за часів Гетьманщини з центром у Бужині.

## Історія
Створена весною 1648 року для охорони важливого Бужинського перевозу через Дніпро. За «Реєстром» 1649 р. мала 168 козаків на чолі із сотником Лук'яном Сухиною.
Також згадується у 1654 та 1674 роках.
Ліквідована на початку 1674 року у зв'язку з походом І. Самойловича та Г. Ромадановського.

## Населені пункти
Бужин. З 1667 р. приєднано село  Боровиця.

## Сотенний устрій

### Сотники
- Василенко Семен (? — 1638 — ?)
- Сухина Лука Іванович (? — 1649 — 1650)
- Сухина Лука Іванович (? — 02.1656 — 16.11.1657 —?)

### Отамани
- Влас Іванович (? — 16.11.1657 —?)